# Happiness ~Kōfuku kangei!~
„Happiness ~Kōfuku kangei!~” (jap. ハピネス〜幸福歓迎!〜 Hapinesu ~Kōfuku kangei!~) – czwarty singel zespołu Berryz Kōbō, wydany 25 sierpnia 2004 roku przez wytwórnię Piccolo Town. Został wydany także jako „Single V” (DVD) 8 września 2004 roku.
Singel osiągnął 20 pozycję w rankingu Oricon i pozostał na liście przez 4 tygodnie, sprzedano 13 691 egzemplarzy.
Utwór Yūjō junjō oh seishun został użyty jako piosenka przewodnia filmu Promise Land ~Clovers no daibōken~.

## Lista utworów
| Nr | Tytuł                                                                                              | Słowa  | Kompozycja | Aranżacja       | Czas |
| -- | -------------------------------------------------------------------------------------------------- | ------ | ---------- | --------------- | ---- |
| 1. | "Happiness ~Kōfuku kangei!~" (jap. ハピネス〜幸福歓迎!〜 Hapinesu ~Kōfuku kangei!~)                | Tsunku | Tsunku     | Takashi Morio   |      |
| 2. | "Yūjō junjō oh seishun" (jap. 友情 純情 oh 青春)                                                   | Tsunku | Tsunku     | Shunsuke Suzuki |      |
| 3. | "Happiness ~Kōfuku kangei!~" (jap. ハピネス〜幸福歓迎!〜 Hapinesu ~Kōfuku kangei!~) (Instrumental) |        | Tsunku     | Takashi Morio   |      |

Single V
| Nr | Tytuł                                                                     | Czas |
| -- | ------------------------------------------------------------------------- | ---- |
| 1. | "Happiness ~Kōfuku kangei!~" (jap. ハピネス〜幸福歓迎!〜)                 |      |
| 2. | "Happiness ~Kōfuku kangei!~" (jap. ハピネス〜幸福歓迎!〜) (Close Up Ver.) |      |
| 3. | "Making eizō" (jap. メイキング映像)                                       |      |